# UTC+11:30
UTC+11:30 foi o fuso horário utilizado apenas pela ilha australiana de Norfolk até 4 de outubro de 2015, quando esta passou a seguir também de forma permanente o fuso horário UTC+11.
Longitude ao meio: 172º 30' 00" L